# The Competition
The Competition (A Competição) é um filme norte-americano de 1980 estrelado por Richard Dreyfuss e Amy Irving. Dirigido por Joel Oliansky, o filme foi indicado a dois Óscars e a um Golden Globe Awards.

## Sinopse
Paul Dietrich (Dreyfuss) é um jovens pianista que, depois de participar de várias competições sem nunca conseguir vencer, encara um importante concurso de piano em São Francisco como sua última chance. O que ele não esperava era se apaixonar por Heidi Joan Schoonover (Irving), sua concorrente de competição. Querendo dar início a uma grande carreira, a jovem também se apaixona por Paul. O resultado do concurso decidirá o futuro do casal.

## Elenco
- Richard Dreyfuss - Paul Dietrich
- Amy Irving - Heidi Joan Schoonover
- Lee Remick - Greta Vandemann
- Sam Wanamaker - Andrew Erskine
- Priscilla Pointer - Sra. Donellan